# Capsicum tovarii
Capsicum tovarii là loài thực vật có hoa trong họ Cà. Loài này được Eshbaugh, P.G.Sm. & Nickrent mô tả khoa học đầu tiên năm 1983.